# Världscupen i skidskytte 2019/2020
Världscupen i skidskytte 2019/2020 inleddes den 30 november 2019 i Östersund, Sverige och avslutades den 14 mars 2020 i Oslo, Norge. Världscupen avlutades en vecka tidigare än planerat på grund av coronaviruspandemin.

## Tävlingsprogram
Världscupsäsongen består av deltävlingar på nio olika platser i världen, exklusive VM. Programmet är, frånsett vissa distansskillnader, lika för herrar och damer.
| Plats                   | Datum                       | Distans | Sprint   | Jaktstart | Masstart | Stafett | Mixedstafett | Singelmixed |
| ----------------------- | --------------------------- | ------- | -------- | --------- | -------- | ------- | ------------ | ----------- |
| Östersund               | 30 november–8 december 2019 | ●       | ●        |           |          | ●       | ●            | ●           |
| Hochfilzen              | 13–15 december 2019         |         | ●        | ●         |          | ●       |              |             |
| Annecy/Le Grand-Bornand | 19–22 december 2019         |         | ●        | ●         | ●        |         |              |             |
| Oberhof                 | 9–12 januari 2020           |         | ●        |           | ●        | ●       |              |             |
| Ruhpolding              | 15–19 januari 2020          |         | ●        | ●         |          | ●       |              |             |
| Pokljuka                | 23–26 januari 2020          | ●       |          |           | ●        |         | ●            | ●           |
| Rasen-Antholz (VM)      | 12–23 februari 2020         | ●       | ●        | ●         | ●        | ●       | ●            | ●           |
| Nové Město na Moravě    | 5–8 mars 2020               |         | ●        |           | ●        | ●       |              |             |
| Kontiolax               | 12–15 mars 2020             |         | ●        | ●         |          |         | Inställd     | Inställd    |
| Oslo                    | 20–22 mars 2020             |         | Inställd | Inställd  | Inställd |         |              |             |
| Totalt: 60 (27+27+6)    | Totalt: 60 (27+27+6)        | 3       | 8        | 5         | 5        | 6       | 3            | 3           |

## Resultat

### Herrar
| Etapp | Datum            | Plats                | Gren                     | Etta                                      | Tvåa                                      | Trea                                      | Gula ledartröjan (efter deltävlingarna)   | Ref.                                      |
| ----- | ---------------- | -------------------- | ------------------------ | ----------------------------------------- | ----------------------------------------- | ----------------------------------------- | ----------------------------------------- | ----------------------------------------- |
| 1     | 1 december 2019  | Östersund            | 10 kilometer sprint      | Johannes Thingnes Bø                      | Tarjei Bø                                 | Matvej Jelisejev                          | Johannes Thingnes Bø                      |                                           |
| 1     | 4 december 2019  | Östersund            | 20 kilometer distans     | Martin Fourcade                           | Simon Desthieux                           | Quentin Fillon Maillet                    | Martin Fourcade                           |                                           |
| 2     | 13 december 2019 | Hochfilzen           | 10 kilometer sprint      | Johannes Thingnes Bø                      | Simon Desthieux                           | Aleksandr Loginov                         | Johannes Thingnes Bø                      |                                           |
| 2     | 14 december 2019 | Hochfilzen           | 12,5 kilometer jaktstart | Johannes Thingnes Bø                      | Aleksandr Loginov                         | Émilien Jacquelin                         | Johannes Thingnes Bø                      |                                           |
| 3     | 19 december 2019 | Le Grand-Bornand     | 10 kilometer sprint      | Benedikt Doll                             | Tarjei Bø                                 | Quentin Fillon Maillet                    | Johannes Thingnes Bø                      |                                           |
| 3     | 21 december 2019 | Le Grand-Bornand     | 12,5 kilometer jaktstart | Johannes Thingnes Bø                      | Quentin Fillon Maillet                    | Vetle Sjåstad Christiansen                | Johannes Thingnes Bø                      |                                           |
| 3     | 22 december 2019 | Le Grand-Bornand     | 15 kilometer masstart    | Johannes Thingnes Bø                      | Émilien Jacquelin                         | Tarjei Bø                                 | Johannes Thingnes Bø                      |                                           |
| 4     | 10 januari 2020  | Oberhof              | 10 kilometer sprint      | Martin Fourcade                           | Émilien Jacquelin                         | Johannes Kühn                             | Johannes Thingnes Bø                      |                                           |
| 4     | 12 januari 2020  | Oberhof              | 15 kilometer masstart    | Martin Fourcade                           | Arnd Peiffer                              | Simon Desthieux                           | Martin Fourcade                           |                                           |
| 5     | 16 januari 2020  | Ruhpolding           | 10 kilometer sprint      | Martin Fourcade                           | Quentin Fillon Maillet                    | Benedikt Doll                             | Martin Fourcade                           |                                           |
| 5     | 19 januari 2020  | Ruhpolding           | 12,5 kilometer jaktstart | Martin Fourcade                           | Quentin Fillon Maillet                    | Vetle Sjåstad Christiansen                | Martin Fourcade                           |                                           |
| 6     | 23 januari 2020  | Pokljuka             | 20 kilometer distans     | Johannes Thingnes Bø                      | Martin Fourcade                           | Fabien Claude                             | Martin Fourcade                           |                                           |
| 6     | 26 januari 2020  | Pokljuka             | 15 kilometer masstart    | Quentin Fillon Maillet                    | Benedikt Doll                             | Johannes Thingnes Bø                      | Martin Fourcade                           |                                           |
| VM    | 15 februari 2020 | Antholz-Anterselva   | 10 kilometer sprint      | Aleksandr Loginov                         | Quentin Fillon Maillet                    | Martin Fourcade                           | Martin Fourcade                           |                                           |
| VM    | 16 februari 2020 | Antholz-Anterselva   | 12,5 kilometer jaktstart | Émilien Jacquelin                         | Johannes Thingnes Bø                      | Aleksandr Loginov                         | Martin Fourcade                           |                                           |
| VM    | 19 februari 2020 | Antholz-Anterselva   | 20 kilometer distans     | Martin Fourcade                           | Johannes Thingnes Bø                      | Dominik Landertinger                      | Martin Fourcade                           |                                           |
| VM    | 23 februari 2020 | Antholz-Anterselva   | 15 kilometer masstart    | Johannes Thingnes Bø                      | Quentin Fillon Maillet                    | Émilien Jacquelin                         | Martin Fourcade                           |                                           |
| 7     | 6 mars 2020      | Nové Město na Moravě | 10 kilometer sprint      | Johannes Thingnes Bø                      | Quentin Fillon Maillet                    | Tarjei Bø                                 | Martin Fourcade                           |                                           |
| 7     | 8 mars 2020      | Nové Město na Moravě | 15 kilometer masstart    | Johannes Thingnes Bø                      | Émilien Jacquelin                         | Arnd Peiffer                              | Martin Fourcade                           |                                           |
| 8     | 12 mars 2020     | Kontiolax            | 10 kilometer sprint      | Johannes Thingnes Bø                      | Martin Fourcade                           | Émilien Jacquelin                         | Martin Fourcade                           |                                           |
| 8     | 14 mars 2020     | Kontiolax            | 12,5 kilometer jaktstart | Martin Fourcade                           | Quentin Fillon Maillet                    | Émilien Jacquelin                         | Johannes Thingnes Bø                      |                                           |
| 9     | 20 mars 2020     | Oslo                 | 10 kilometer sprint      | Inställt på grund av coronavirusutbrottet | Inställt på grund av coronavirusutbrottet | Inställt på grund av coronavirusutbrottet | Inställt på grund av coronavirusutbrottet | Inställt på grund av coronavirusutbrottet |
| 9     | 21 mars 2020     | Oslo                 | 12,5 kilometer jaktstart | Inställt på grund av coronavirusutbrottet | Inställt på grund av coronavirusutbrottet | Inställt på grund av coronavirusutbrottet | Inställt på grund av coronavirusutbrottet | Inställt på grund av coronavirusutbrottet |
| 9     | 22 mars 2020     | Oslo                 | 15 kilometer masstart    | Inställt på grund av coronavirusutbrottet | Inställt på grund av coronavirusutbrottet | Inställt på grund av coronavirusutbrottet | Inställt på grund av coronavirusutbrottet | Inställt på grund av coronavirusutbrottet |

### Damer
| Etapp | Datum            | Plats                | Gren                    | Etta                                      | Tvåa                                      | Trea                                      | Gula ledartröjan (efter deltävlingarna)   | Ref.                                      |
| ----- | ---------------- | -------------------- | ----------------------- | ----------------------------------------- | ----------------------------------------- | ----------------------------------------- | ----------------------------------------- | ----------------------------------------- |
| 1     | 1 december 2019  | Östersund            | 7,5 kilometer sprint    | Dorothea Wierer                           | Marte Olsbu Røiseland                     | Markéta Davidová                          | Dorothea Wierer                           |                                           |
| 1     | 5 december 2019  | Östersund            | 15 kilometer distans    | Justine Braisaz                           | Julija Dzjyma                             | Julia Simon                               | Dorothea Wierer                           |                                           |
| 2     | 13 december 2019 | Hochfilzen           | 7,5 kilometer sprint    | Dorothea Wierer                           | Ingrid Landmark Tandrevold                | Svetlana Mironova                         | Dorothea Wierer                           |                                           |
| 2     | 15 december 2019 | Hochfilzen           | 10 kilometer jaktstart  | Tiril Eckhoff                             | Hanna Öberg                               | Ingrid Landmark Tandrevold                | Dorothea Wierer                           |                                           |
| 3     | 20 december 2019 | Le Grand-Bornand     | 7,5 kilometer sprint    | Tiril Eckhoff                             | Justine Braisaz                           | Markéta Davidová                          | Dorothea Wierer                           |                                           |
| 3     | 21 december 2019 | Le Grand-Bornand     | 10 kilometer jaktstart  | Tiril Eckhoff                             | Ingrid Landmark Tandrevold                | Lena Häcki                                | Ingrid Landmark Tandrevold                |                                           |
| 3     | 22 december 2019 | Le Grand-Bornand     | 12.5 kilometer masstart | Tiril Eckhoff                             | Dorothea Wierer                           | Linn Persson                              | Dorothea Wierer                           |                                           |
| 4     | 9 januari 2020   | Oberhof              | 7,5 kilometer sprint    | Marte Olsbu Røiseland                     | Denise Herrmann                           | Julia Simon                               | Dorothea Wierer                           |                                           |
| 4     | 12 januari 2020  | Oberhof              | 12.5 kilometer masstart | Kaisa Mäkäräinen                          | Tiril Eckhoff                             | Marte Olsbu Røiseland                     | Dorothea Wierer                           |                                           |
| 5     | 15 januari 2020  | Ruhpolding           | 7,5 kilometer sprint    | Tiril Eckhoff                             | Hanna Öberg                               | Dorothea Wierer                           | Tiril Eckhoff                             |                                           |
| 5     | 19 januari 2020  | Ruhpolding           | 10 kilometer jaktstart  | Tiril Eckhoff                             | Paulína Fialková                          | Hanna Öberg                               | Tiril Eckhoff                             |                                           |
| 6     | 24 januari 2020  | Pokljuka             | 15 kilometer distans    | Denise Herrmann                           | Hanna Öberg                               | Anaïs Bescond                             | Tiril Eckhoff                             |                                           |
| 6     | 26 januari 2020  | Pokljuka             | 12.5 kilometer masstart | Hanna Öberg                               | Lisa Vittozzi                             | Anaïs Bescond                             | Tiril Eckhoff                             |                                           |
| VM    | 14 februari 2020 | Antholz-Anterselva   | 7,5 kilometer sprint    | Marte Olsbu Røiseland                     | Susan Dunklee                             | Lucie Charvátová                          | Dorothea Wierer                           |                                           |
| VM    | 16 februari 2020 | Antholz-Anterselva   | 10 kilometer jaktstart  | Dorothea Wierer                           | Denise Herrmann                           | Marte Olsbu Røiseland                     | Dorothea Wierer                           |                                           |
| VM    | 18 februari 2020 | Antholz-Anterselva   | 15 kilometer distans    | Dorothea Wierer                           | Vanessa Hinz                              | Marte Olsbu Røiseland                     | Dorothea Wierer                           |                                           |
| VM    | 23 februari 2020 | Antholz-Anterselva   | 12.5 kilometer masstart | Marte Olsbu Røiseland                     | Dorothea Wierer                           | Hanna Öberg                               | Dorothea Wierer                           |                                           |
| 7     | 5 mars 2020      | Nové Město na Moravě | 7,5 kilometer sprint    | Denise Herrmann                           | Anaïs Bescond                             | Markéta Davidová                          | Dorothea Wierer                           |                                           |
| 7     | 8 mars 2020      | Nové Město na Moravě | 12.5 kilometer masstart | Tiril Eckhoff                             | Hanna Öberg                               | Franziska Preuß                           | Dorothea Wierer                           |                                           |
| 8     | 13 mars 2020     | Kontiolax            | 7,5 kilometer sprint    | Denise Herrmann                           | Franziska Preuß                           | Tiril Eckhoff                             | Dorothea Wierer                           |                                           |
| 8     | 14 mars 2020     | Kontiolax            | 10 kilometer jaktstart  | Julia Simon                               | Selina Gasparin                           | Lisa Vittozzi                             | Dorothea Wierer                           |                                           |
| 9     | 20 mars 2020     | Oslo                 | 7,5 kilometer sprint    | Inställt på grund av coronavirusutbrottet | Inställt på grund av coronavirusutbrottet | Inställt på grund av coronavirusutbrottet | Inställt på grund av coronavirusutbrottet | Inställt på grund av coronavirusutbrottet |
| 9     | 21 mars 2020     | Oslo                 | 10 kilometer jaktstart  | Inställt på grund av coronavirusutbrottet | Inställt på grund av coronavirusutbrottet | Inställt på grund av coronavirusutbrottet | Inställt på grund av coronavirusutbrottet | Inställt på grund av coronavirusutbrottet |
| 9     | 22 mars 2020     | Oslo                 | 12.5 kilometer masstart | Inställt på grund av coronavirusutbrottet | Inställt på grund av coronavirusutbrottet | Inställt på grund av coronavirusutbrottet | Inställt på grund av coronavirusutbrottet | Inställt på grund av coronavirusutbrottet |

### Herrlag
| Etapp | Datum            | Plats                | Gren                    | Etta                                                                                   | Tvåa                                                                               | Trea                                                                               | Ref.  |
| ----- | ---------------- | -------------------- | ----------------------- | -------------------------------------------------------------------------------------- | ---------------------------------------------------------------------------------- | ---------------------------------------------------------------------------------- | ----- |
| 1     | 7 december 2019  | Östersund            | 4x7.5 kilometer stafett | Norge Johannes Dale Erlend Bjøntegaard Tarjei Bø Johannes Thingnes Bø                  | Frankrike Émilien Jacquelin Quentin Fillon Maillet Simon Desthieux Martin Fourcade | Italien Lukas Hofer Thomas Bormolini Daniele Cappellari Dominik Windisch           | [ 2 ] |
| 2     | 15 december 2019 | Hochfilzen           | 4x7.5 kilometer stafett | Norge Johannes Dale Erlend Bjøntegaard Tarjei Bø Johannes Thingnes Bø                  | Tyskland Phillip Horn Johannes Kühn Arnd Peiffer Benedikt Doll                     | Frankrike Antonin Guigonnat Émilien Jacquelin Claude Fabien Quentin Fillon Maillet | [ 3 ] |
| 4     | 11 januari 2020  | Oberhof              | 4x7.5 kilometer stafett | Norge Lars Helge Birkeland Erlend Bjøntegaard Johannes Dale Vetle Sjåstad Christiansen | Frankrike Émilien Jacquelin Martin Fourcade Simon Desthieux Quentin Fillon Maillet | Tyskland Philipp Horn Johannes Kühn Arnd Peiffer Benedikt Doll                     |       |
| 5     | 18 januari 2020  | Ruhpolding           | 4x7.5 kilometer stafett | Frankrike Émilien Jacquelin Martin Fourcade Simon Desthieux Quentin Fillon Maillet     | Norge Johannes Dale Erlend Bjøntegaard Tarjei Bø Vetle Sjåstad Christiansen        | Österrike Dominik Landertinger Simon Eder Felix Leitner Julian Eberhard            |       |
| VM    | 22 februari 2020 | Antholz-Anterselva   | 4x7.5 kilometer stafett | Frankrike Émilien Jacquelin Martin Fourcade Simon Desthieux Quentin Fillon Maillet     | Norge Vetle Sjåstad Christiansen Johannes Dale Tarjei Bø Johannes Thingnes Bø      | Tyskland Erik Lesser Philipp Horn Arnd Peiffer Benedikt Doll                       |       |
| 7     | 7 mars 2020      | Nové Město na Moravě | 4x7.5 kilometer stafett | Norge Vetle Sjåstad Christiansen Johannes Dale Tarjei Bø Johannes Thingnes Bø          | Ukraina Artjom Pryma Serhij Semenov Ruslan Tkalenko Dmytro Pidrutjnyj              | Sverige Sebastian Samuelsson Jesper Nelin Peppe Femling Martin Ponsiluoma          |       |

### Damlag
| Etapp | Datum            | Plats                | Gren                  | Etta                                                                                            | Tvåa                                                                                  | Trea                                                                        | Ref. |
| ----- | ---------------- | -------------------- | --------------------- | ----------------------------------------------------------------------------------------------- | ------------------------------------------------------------------------------------- | --------------------------------------------------------------------------- | ---- |
| 1     | 8 december 2019  | Östersund            | 4x6 kilometer stafett | Norge Karoline Offigstad Knotten Ingrid Landmark Tandrevold Tiril Eckhoff Marte Olsbu Røiseland | Schweiz Elisa Gasparin Selina Gasparin Aita Gasparin Lena Häcki                       | Sverige Linn Persson Elvira Öberg Mona Brorsson Hanna Öberg                 |      |
| 2     | 14 december 2019 | Hochfilzen           | 4x6 kilometer stafett | Norge Karoline Offigstad Knotten Ingrid Landmark Tandrevold Tiril Eckhoff Marte Olsbu Røiseland | Ryssland Kristina Reztsova Larisa Kuklina Svetlana Mironova Jekaterina Jurlova-Percht | Schweiz Elisa Gasparin Selina Gasparin Aita Gasparin Lena Häcki             |      |
| 4     | 11 januari 2020  | Oberhof              | 4x6 kilometer stafett | Norge Synnøve Solemdal Ingrid Landmark Tandrevold Marte Olsbu Røiseland Tiril Eckhoff           | Sverige Elvira Öberg Linn Persson Mona Brorsson Hanna Öberg                           | Frankrike Julia Simon Anaïs Bescond Célia Aymonier Justine Braisaz          |      |
| 5     | 17 januari 2020  | Ruhpolding           | 4x6 kilometer stafett | Norge Karoline Offigstad Knotten Ingrid Landmark Tandrevold Tiril Eckhoff Marte Olsbu Røiseland | Frankrike Julia Simon Anaïs Bescond Célia Aymonier Justine Braisaz                    | Schweiz Elisa Gasparin Selina Gasparin Aita Gasparin Lena Häcki             |      |
| VM    | 22 februari 2020 | Antholz-Anterselva   | 4x6 kilometer stafett | Norge Synnøve Solemdal Ingrid Landmark Tandrevold Tiril Eckhoff Marte Olsbu Røiseland           | Tyskland Karolin Horchler Vanessa Hinz Franziska Preuß Denise Herrmann                | Ukraina Anastasija Merkusjyna Julija Dzjyma Vita Semerenko Olena Pidhrusjna |      |
| 7     | 7 mars 2020      | Nové Město na Moravě | 4x6 kilometer stafett | Norge Karoline Offigstad Knotten Ida Lien Ingrid Landmark Tandrevold Tiril Eckhoff              | Frankrike Julia Simon Justine Braisaz Chloé Aymonier Anaïs Bescond                    | Tyskland Karolin Horchler Vanessa Hinz Franziska Preuß Denise Herrmann      |      |

### Mix
| Etapp | Datum            | Plats              | Gren                                              | Etta                                                                         | Tvåa                                                                             | Trea                                                                             | Ref.                                      |
| ----- | ---------------- | ------------------ | ------------------------------------------------- | ---------------------------------------------------------------------------- | -------------------------------------------------------------------------------- | -------------------------------------------------------------------------------- | ----------------------------------------- |
| 1     | 30 november 2019 | Östersund          | 1x6 kilometer + 1x7.5 kilometer singel mixstafett | Sverige Hanna Öberg Sebastian Samuelsson                                     | Tyskland Franziska Preuß Erik Lesser                                             | Norge Marte Olsbu Røiseland Vetle Sjåstad Christiansen                           |                                           |
| 1     | 30 november 2019 | Östersund          | 2x6 kilometer + 2x7.5 kilometer stafett           | Italien Lisa Vittozzi Dorothea Wierer Lukas Hofer Dominik Windisch           | Norge Ingrid Landmark Tandrevold Tiril Eckhoff Tarjei Bø Johannes Thingnes Bø    | Sverige Linn Persson Mona Brorsson Jesper Nelin Martin Ponsiluoma                |                                           |
| 6     | 25 januari 2020  | Pokljuka           | 1x6 kilometer + 1x7.5 kilometer singel mixstafett | Frankrike Émilien Jacquelin Anaïs Bescond                                    | Estland Rene Zahkna Regina Oja                                                   | Österrike Simon Eder Lisa Theresa Hauser                                         |                                           |
| 6     | 25 januari 2020  | Pokljuka           | 4x7.5 kilometer stafett                           | Frankrike Quentin Fillon Maillet Simon Desthieux Justine Braisaz Julia Simon | Norge Tarjei Bø Johannes Thingnes Bø Synnøve Solemdal Ingrid Landmark Tandrevold | Tyskland Philipp Horn Johannes Kühn Janina Hettich Vanessa Hinz                  |                                           |
| VM    | 13 februari 2020 | Antholz-Anterselva | 2x6 kilometer + 2x7.5 kilometer stafett           | Norge Marte Olsbu Røiseland Tiril Eckhoff Tarjei Bø Johannes Thingnes Bø     | Italien Lisa Vittozzi Dorothea Wierer Lukas Hofer Dominik Windisch               | Tjeckien Eva Kristejn Puskarčíková Markéta Davidová Ondřej Moravec Michal Krčmář |                                           |
| VM    | 20 februari 2020 | Antholz-Anterselva | 1x6 kilometer + 1x7.5 kilometer stafett           | Norge Marte Olsbu Røiseland Johannes Thingnes Bø                             | Tyskland Franziska Preuß Erik Lesser                                             | Frankrike Anaïs Bescond Émilien Jacquelin                                        |                                           |
| 8     | 15 mars 2020     | Kontiolax          | 1x6 kilometer + 1x7.5 kilometer stafett           | Inställt på grund av coronavirusutbrottet                                    | Inställt på grund av coronavirusutbrottet                                        | Inställt på grund av coronavirusutbrottet                                        | Inställt på grund av coronavirusutbrottet |
| 8     | 15 mars 2020     | Kontiolax          | 2x6 kilometer + 2x7.5 kilometer stafett           | Inställt på grund av coronavirusutbrottet                                    | Inställt på grund av coronavirusutbrottet                                        | Inställt på grund av coronavirusutbrottet                                        | Inställt på grund av coronavirusutbrottet |

### Fotnoter
1. 1 2  ”IBU World Cup Biathlon”. International Biathlon Union. https://www.biathlonworld.com/calendar/bmw-ibu-world-cups/season/1920/#/event-0. Läst 26 oktober 2019.
2. ↑  BMW IBU World Cup Biathlon, Men 4x7.5 km Relay Competition, 2019/2020. International Biathlon Union. Läst 15 december 2019.